# Robāţī Shāhzādeh
Robāţī Shāhzādeh (persiska: رباطی شاهزاده) är en ort i Iran.   Den ligger i provinsen Khorasan, i den nordöstra delen av landet, 600 km öster om huvudstaden Teheran. Robāţī Shāhzādeh ligger 1 242 meter över havet och antalet invånare är 476.
Terrängen runt Robāţī Shāhzādeh är platt åt sydväst, men åt nordost är den kuperad.Runt Robāţī Shāhzādeh är det ganska tätbefolkat, med 56 invånare per kvadratkilometer. Närmaste större samhälle är Solţānābād, 17,2 km väster om Robāţī Shāhzādeh. Trakten runt Robāţī Shāhzādeh består i huvudsak av gräsmarker.